# Großer Preis von Ungarn 1990
Der Große Preis von Ungarn 1990 (offiziell Magyar Nagydij) fand am 12. August auf dem Hungaroring in Mogyoród in der Nähe von Budapest statt und war das zehnte Rennen der Formel-1-Weltmeisterschaft 1990.

## Berichte

### Hintergrund
Dieselben Fahrer, die zwei Wochen zuvor den Großen Preis von Deutschland bestritten hatten, traten auch zum zehnten WM-Lauf des Jahres in Ungarn an.
Der Sponsor Camel kündigte an, ab 1991 nicht mehr das Team Lotus, sondern Williams und Benetton unterstützen zu wollen.
Mit Nelson Piquet (zweimal), Nigel Mansell und Ayrton Senna (jeweils einmal) traten drei ehemalige Sieger zu diesem Grand Prix an.

### Training
Zum einzigen Mal in der Saison qualifizierte sich kein McLaren- oder Ferrari-Pilot für die Pole-Position, sondern Thierry Boutsen im Williams FW13B, der zudem in der ersten Startreihe von seinem Teamkollegen Riccardo Patrese flankiert wurde. Gerhard Berger und Senna, die neue Goodyear-Reifen ausprobierten, folgten vor Mansell und Jean Alesi.
Nach einem Unfall während des zweiten Qualifikationstrainings am Samstag kündigte Gregor Foitek seinen sofortigen Ausstieg aus dem Team Onyx an. Er kehrte auch in der Folgezeit nicht mehr in die Formel 1 zurück.

### Rennen
Kurz nach dem Start wurde Patrese von Berger überholt, Senna von Mansell und Alesi. Dahinter folgten Andrea de Cesaris, Alessandro Nannini, Piquet und Alain Prost.
In der 21. Runde gelang es Senna, Alesi, der die nachfolgenden Fahrer aufzuhalten schien, während sich das Spitzen-Quartett vom Rest des Feldes absetzte, zu überholen. Kurz darauf musste Senna jedoch aufgrund eines Reifenschadens die Box aufsuchen. Er kehrte als Zehnter wieder auf die Strecke zurück. Alesi fiel derweil auch hinter Nannini und Piquet sowie in Runde 34 hinter Prost zurück. Dieser schied jedoch drei Runden später durch einen Getriebeschaden aus. Auch Alesi musste das Rennen nach einer Kollision mit dem zu überrundenden Pierluigi Martini aufgeben.
Senna gelangte bis zur 56. Runde bis auf den dritten Rang nach vorn, was unter anderem durch Boxenstopps einiger Konkurrenten begünstigt wurde. Mansell war zudem infolge eines misslungenen Überholversuchs gegen Patrese auf den fünften Rang zurückgefallen.
Als Senna in der 64. Runde versuchte, Nannini zu überholen, kollidierte er mit diesem. Der Italiener schied aus. Senna setzte das Rennen als Zweitplatzierter fort. Als Berger in der 72. Runde ein ähnliches Überholmanöver an derselben Stelle gegen Mansell versuchte, kam es erneut zu einer Kollision. Diesmal schieden beide beteiligten Piloten aus.
Boutsen siegte knapp vor Senna und Piquet. Patrese wurde Vierter vor Derek Warwick und Éric Bernard. Dem Team Larrousse wurde erneut kein Punkt für die Konstrukteurs-WM gutgeschrieben, da es sich bei dem eingesetzten Fahrzeug nicht um eine Eigenkonstruktion handelte.

## Meldeliste
| Team                        | Nr. | Fahrer             | Chassis            | Motor                     | Reifen |
| --------------------------- | --- | ------------------ | ------------------ | ------------------------- | ------ |
| Scuderia Ferrari SpA        | 01  | Alain Prost        | Ferrari 641        | Ferrari 036 3.5 V12       | G      |
| Scuderia Ferrari SpA        | 02  | Nigel Mansell      | Ferrari 641        | Ferrari 036 3.5 V12       | G      |
| Tyrrell Racing Organisation | 03  | Satoru Nakajima    | Tyrrell 019        | Ford Cosworth DFR 3.5 V8  | P      |
| Tyrrell Racing Organisation | 04  | Jean Alesi         | Tyrrell 019        | Ford Cosworth DFR 3.5 V8  | P      |
| Canon Williams Team         | 05  | Thierry Boutsen    | Williams FW13B     | Renault RS2 3.5 V10       | G      |
| Canon Williams Team         | 06  | Riccardo Patrese   | Williams FW13B     | Renault RS2 3.5 V10       | G      |
| Motor Racing Developments   | 07  | David Brabham      | Brabham BT59       | Judd EV 3.5 V8            | P      |
| Motor Racing Developments   | 08  | Stefano Modena     | Brabham BT59       | Judd EV 3.5 V8            | P      |
| Footwork Arrows Racing      | 09  | Michele Alboreto   | Arrows A11B        | Ford Cosworth DFR 3.5 V8  | G      |
| Footwork Arrows Racing      | 10  | Alex Caffi         | Arrows A11B        | Ford Cosworth DFR 3.5 V8  | G      |
| Camel Team Lotus            | 11  | Derek Warwick      | Lotus 102          | Lamborghini 3512 3.5 V12  | G      |
| Camel Team Lotus            | 12  | Martin Donnelly    | Lotus 102          | Lamborghini 3512 3.5 V12  | G      |
| Fondmetal Osella            | 14  | Olivier Grouillard | Osella FA1ME       | Ford Cosworth DFR 3.5 V8  | P      |
| Leyton House Racing         | 15  | Maurício Gugelmin  | Leyton House CG901 | Judd EV 3.5 V8            | G      |
| Leyton House Racing         | 16  | Ivan Capelli       | Leyton House CG901 | Judd EV 3.5 V8            | G      |
| AGS Racing                  | 17  | Gabriele Tarquini  | AGS JH25           | Ford Cosworth DFR 3.5 V8  | G      |
| AGS Racing                  | 18  | Yannick Dalmas     | AGS JH25           | Ford Cosworth DFR 3.5 V8  | G      |
| Benetton Formula Ltd        | 19  | Alessandro Nannini | Benetton B190      | Ford Cosworth HBA4 3.5 V8 | G      |
| Benetton Formula Ltd        | 20  | Nelson Piquet      | Benetton B190      | Ford Cosworth HBA4 3.5 V8 | G      |
| BMS Scuderia Italia         | 21  | Emanuele Pirro     | Dallara 190        | Ford Cosworth DFR 3.5 V8  | P      |
| BMS Scuderia Italia         | 22  | Andrea de Cesaris  | Dallara 190        | Ford Cosworth DFR 3.5 V8  | P      |
| SCM Minardi Team            | 23  | Pierluigi Martini  | Minardi M190       | Ford Cosworth DFR 3.5 V8  | P      |
| SCM Minardi Team            | 24  | Paolo Barilla      | Minardi M190       | Ford Cosworth DFR 3.5 V8  | P      |
| Ligier Gitanes              | 25  | Nicola Larini      | Ligier JS33B       | Ford Cosworth DFR 3.5 V8  | G      |
| Ligier Gitanes              | 26  | Philippe Alliot    | Ligier JS33B       | Ford Cosworth DFR 3.5 V8  | G      |
| Honda Marlboro McLaren      | 27  | Ayrton Senna       | McLaren MP4/5B     | Honda RA100E 3.5 V10      | G      |
| Honda Marlboro McLaren      | 28  | Gerhard Berger     | McLaren MP4/5B     | Honda RA100E 3.5 V10      | G      |
| Espo Larrousse F1           | 29  | Éric Bernard       | Lola LC90          | Lamborghini 3512 3.5 V12  | G      |
| Espo Larrousse F1           | 30  | Aguri Suzuki       | Lola LC90          | Lamborghini 3512 3.5 V12  | G      |
| Coloni Racing               | 31  | Bertrand Gachot    | Coloni C3B         | Ford Cosworth DFR 3.5 V8  | P      |
| EuroBrun Racing             | 33  | Roberto Moreno     | EuroBrun ER189B    | Judd CV 3.5 V8            | P      |
| EuroBrun Racing             | 34  | Claudio Langes     | EuroBrun ER189B    | Judd CV 3.5 V8            | P      |
| Moneytron Onyx Formula One  | 35  | Gregor Foitek      | Onyx ORE-1B        | Ford Cosworth DFR 3.5 V8  | G      |
| Moneytron Onyx Formula One  | 36  | JJ Lehto           | Onyx ORE-1B        | Ford Cosworth DFR 3.5 V8  | G      |
| Life Racing Engines         | 39  | Bruno Giacomelli   | Life L190          | Life F35 3.5 W12          | G      |

## Klassifikationen

### Qualifying
| Pos. | Fahrer             | Konstrukteur      | Vorqualifikation | Vorqualifikation  | 1. Qualifikationstraining | 1. Qualifikationstraining | 2. Qualifikationstraining | 2. Qualifikationstraining | Start |
| Pos. | Fahrer             | Konstrukteur      | Zeit             | Ø-Geschwindigkeit | Zeit                      | Ø-Geschwindigkeit         | Zeit                      | Ø-Geschwindigkeit         | Start |
| ---- | ------------------ | ----------------- | ---------------- | ----------------- | ------------------------- | ------------------------- | ------------------------- | ------------------------- | ----- |
| 01   | Thierry Boutsen    | Williams-Renault  | –                | –                 | 1:19,619                  | 179,414 km/h              | 1:17,919                  | 183,329 km/h              | 01    |
| 02   | Riccardo Patrese   | Williams-Renault  | –                | –                 | 1:19,419                  | 179,866 km/h              | 1:17,955                  | 183,244 km/h              | 02    |
| 03   | Gerhard Berger     | McLaren-Honda     | –                | –                 | 1:18,127                  | 182,841 km/h              | 1:18,703                  | 181,503 km/h              | 03    |
| 04   | Ayrton Senna       | McLaren-Honda     | –                | –                 | 1:20,389                  | 177,696 km/h              | 1:18,162                  | 182,759 km/h              | 04    |
| 05   | Nigel Mansell      | Ferrari           | –                | –                 | 1:18,739                  | 181,420 km/h              | 1:18,719                  | 181,466 km/h              | 05    |
| 06   | Jean Alesi         | Tyrrell-Ford      | –                | –                 | 1:19,042                  | 180,724 km/h              | 1:18,726                  | 181,450 km/h              | 06    |
| 07   | Alessandro Nannini | Benetton-Ford     | –                | –                 | 1:19,300                  | 180,136 km/h              | 1:18,901                  | 181,047 km/h              | 07    |
| 08   | Alain Prost        | Ferrari           | –                | –                 | 1:20,309                  | 177,873 km/h              | 1:19,029                  | 180,754 km/h              | 08    |
| 09   | Nelson Piquet      | Benetton-Ford     | –                | –                 | 1:21,109                  | 176,119 km/h              | 1:19,453                  | 179,789 km/h              | 09    |
| 10   | Andrea de Cesaris  | Dallara-Ford      | –                | –                 | 1:21,675                  | 174,898 km/h              | 1:19,675                  | 179,288 km/h              | 10    |
| 11   | Derek Warwick      | Lotus-Lamborghini | –                | –                 | 1:21,154                  | 176,021 km/h              | 1:19,839                  | 178,920 km/h              | 11    |
| 12   | Éric Bernard       | Lola-Lamborghini  | –                | –                 | 1:21,692                  | 174,862 km/h              | 1:19,963                  | 178,643 km/h              | 12    |
| 13   | Emanuele Pirro     | Dallara-Ford      | –                | –                 | 1:21,070                  | 176,203 km/h              | 1:19,970                  | 178,627 km/h              | 13    |
| 14   | Pierluigi Martini  | Minardi-Ford      | –                | –                 | 1:21,242                  | 175,830 km/h              | 1:20,197                  | 178,121 km/h              | 14    |
| 15   | Satoru Nakajima    | Tyrrell-Ford      | –                | –                 | 1:21,449                  | 175,383 km/h              | 1:20,202                  | 178,110 km/h              | 15    |
| 16   | Ivan Capelli       | Leyton House-Judd | –                | –                 | 1:21,512                  | 175,248 km/h              | 1:20,385                  | 177,705 km/h              | 16    |
| 17   | Maurício Gugelmin  | Leyton House-Judd | –                | –                 | 1:22,198                  | 173,785 km/h              | 1:20,397                  | 177,678 km/h              | 17    |
| 18   | Martin Donnelly    | Lotus-Lamborghini | –                | –                 | 1:21,324                  | 175,653 km/h              | 1:20,602                  | 177,226 km/h              | 18    |
| 19   | Aguri Suzuki       | Lola-Lamborghini  | –                | –                 | 1:21,577                  | 175,108 km/h              | 1:20,619                  | 177,189 km/h              | 19    |
| 20   | Stefano Modena     | Brabham-Judd      | –                | –                 | 1:22,024                  | 174,154 km/h              | 1:20,715                  | 176,978 km/h              | 20    |
| 21   | Philippe Alliot    | Ligier-Ford       | 1:21,710         | 174,823 km/h      | 1:22,701                  | 172,728 km/h              | 1:21,003                  | 176,349 km/h              | 21    |
| 22   | Michele Alboreto   | Arrows-Ford       | –                | –                 | 1:22,909                  | 172,295 km/h              | 1:21,758                  | 174,721 km/h              | 22    |
| 23   | Paolo Barilla      | Minardi-Ford      | –                | –                 | 1:22,784                  | 172,555 km/h              | 1:21,849                  | 174,526 km/h              | 23    |
| 24   | Gabriele Tarquini  | AGS-Ford          | 1:23,406         | 171,268 km/h      | 1:23,827                  | 170,408 km/h              | 1:21,964                  | 174,281 km/h              | 24    |
| 25   | Nicola Larini      | Ligier-Ford       | 1:21,518         | 175,235 km/h      | 1:22,584                  | 172,973 km/h              | 1:22,078                  | 174,039 km/h              | 25    |
| 26   | Alex Caffi         | Arrows-Ford       | –                | –                 | 1:22,986                  | 172,135 km/h              | 1:22,126                  | 173,938 km/h              | 26    |
| DNQ  | Yannick Dalmas     | AGS-Ford          | 1:23,227         | 171,637 km/h      | 1:23,116                  | 171,866 km/h              | 1:22,263                  | 173,648 km/h              | –     |
| DNQ  | David Brabham      | Brabham-Judd      | –                | –                 | 1:23,923                  | 170,213 km/h              | 1:22,488                  | 173,174 km/h              | –     |
| DNQ  | JJ Lehto           | Onyx-Ford         | –                | –                 | –                         | –                         | 1:22,647                  | 172,841 km/h              | –     |
| DNQ  | Gregor Foitek      | Onyx-Ford         | –                | –                 | 1:24,361                  | 169,329 km/h              | 1:24,863                  | 168,328 km/h              | –     |
| DNPQ | Olivier Grouillard | Osella-Ford       | 1:23,582         | 170,908 km/h      | –                         | –                         | –                         | –                         | –     |
| DNPQ | Bertrand Gachot    | Coloni-Ford       | 1:23,670         | 170,728 km/h      | –                         | –                         | –                         | –                         | –     |
| DNPQ | Roberto Moreno     | EuroBrun-Judd     | 1:24,386         | 169,279 km/h      | –                         | –                         | –                         | –                         | –     |
| DNPQ | Claudio Langes     | EuroBrun-Judd     | 1:26,514         | 165,115 km/h      | –                         | –                         | –                         | –                         | –     |
| DNPQ | Bruno Giacomelli   | Life              | 1:41,431         | 140,833 km/h      | –                         | –                         | –                         | –                         | –     |

### Rennen
| Pos. | Fahrer             | Konstrukteur      | Runden | Stopps | Zeit        | Start | Schnellste Runde |
| ---- | ------------------ | ----------------- | ------ | ------ | ----------- | ----- | ---------------- |
| 01   | Thierry Boutsen    | Williams-Renault  | 77     | 0      | 1:49:30,597 | 01    | 1:23,934         |
| 02   | Ayrton Senna       | McLaren-Honda     | 77     | 1      | + 0,288     | 04    | 1:22,577         |
| 03   | Nelson Piquet      | Benetton-Ford     | 77     | 0      | + 27,893    | 09    | 1:23,164         |
| 04   | Riccardo Patrese   | Williams-Renault  | 77     | 1      | + 31,833    | 02    | 1:22,058         |
| 05   | Derek Warwick      | Lotus-Lamborghini | 77     | 0      | + 1:14,244  | 11    | 1:24,140         |
| 06   | Éric Bernard       | Lola-Lamborghini  | 77     | 0      | + 1:24,308  | 12    | 1:23,864         |
| 07   | Martin Donnelly    | Lotus-Lamborghini | 76     | 1      | + 1 Runde   | 18    | 1:22,561         |
| 08   | Maurício Gugelmin  | Leyton House-Judd | 76     | 1      | + 1 Runde   | 17    | 1:24,062         |
| 09   | Alex Caffi         | Arrows-Ford       | 76     | 0      | + 1 Runde   | 26    | 1:24,388         |
| 10   | Emanuele Pirro     | Dallara-Ford      | 76     | 1      | + 1 Runde   | 13    | 1:24,765         |
| 11   | Nicola Larini      | Ligier-Ford       | 76     | 1      | + 1 Runde   | 25    | 1:23,147         |
| 12   | Michele Alboreto   | Arrows-Ford       | 75     | 1      | + 2 Runden  | 22    | 1:24,418         |
| 13   | Gabriele Tarquini  | AGS-Ford          | 74     | 1      | + 3 Runden  | 24    | 1:24,921         |
| 14   | Philippe Alliot    | Ligier-Ford       | 74     | 3      | + 3 Runden  | 21    | 1:24,073         |
| 15   | Paolo Barilla      | Minardi-Ford      | 74     | 1      | + 3 Runden  | 23    | 1:25,710         |
| –    | Gerhard Berger     | McLaren-Honda     | 72     | 1      | DNF         | 03    | 1:22,122         |
| –    | Nigel Mansell      | Ferrari           | 71     | 0      | DNF         | 05    | 1:22,235         |
| –    | Alessandro Nannini | Benetton-Ford     | 64     | 0      | DNF         | 07    | 1:22,639         |
| –    | Ivan Capelli       | Leyton House-Judd | 56     | 0      | DNF         | 16    | 1:24,245         |
| –    | Aguri Suzuki       | Lola-Lamborghini  | 37     | 0      | DNF         | 19    | 1:25,209         |
| –    | Alain Prost        | Ferrari           | 36     | 0      | DNF         | 08    | 1:24,214         |
| –    | Jean Alesi         | Tyrrell-Ford      | 36     | 0      | DNF         | 06    | 1:24,414         |
| –    | Stefano Modena     | Brabham-Judd      | 35     | 0      | DNF         | 20    | 1:26,474         |
| –    | Pierluigi Martini  | Minardi-Ford      | 35     | 1      | DNF         | 14    | 1:25,930         |
| –    | Andrea de Cesaris  | Dallara-Ford      | 22     | 0      | DNF         | 10    | 1:25,523         |
| –    | Satoru Nakajima    | Tyrrell-Ford      | 9      | 0      | DNF         | 15    | 1:27,900         |

## WM-Stände nach dem Rennen
Die ersten sechs des Rennens bekamen 9, 6, 4, 3, 2 bzw. 1 Punkt(e). In der Fahrerwertung wurden die besten elf Resultate, in der Konstrukteurswertung alle Resultate gewertet.

### Fahrerwertung
| Pos. | Fahrer             | Konstrukteur      | Punkte |
| ---- | ------------------ | ----------------- | ------ |
| 01   | Ayrton Senna       | McLaren-Honda     | 54     |
| 02   | Alain Prost        | Ferrari           | 44     |
| 03   | Gerhard Berger     | McLaren-Honda     | 29     |
| 04   | Thierry Boutsen    | Williams-Renault  | 27     |
| 05   | Nelson Piquet      | Benetton-Ford     | 22     |
| 06   | Riccardo Patrese   | Williams-Renault  | 15     |
| 07   | Nigel Mansell      | Ferrari           | 13     |
| 08   | Alessandro Nannini | Benetton-Ford     | 13     |
| 09   | Jean Alesi         | Tyrrell-Ford      | 13     |
| 10   | Ivan Capelli       | Leyton House-Judd | 6      |
| 11   | Éric Bernard       | Lola-Lamborghini  | 5      |
| 12   | Derek Warwick      | Lotus-Lamborghini | 3      |
| 13   | Alex Caffi         | Arrows-Ford       | 2      |
| 14   | Stefano Modena     | Brabham-Judd      | 2      |
| 15   | Satoru Nakajima    | Tyrrell-Ford      | 1      |
| 16   | Aguri Suzuki       | Lola-Lamborghini  | 1      |
| 17   | Martin Donnelly    | Lotus-Lamborghini | 0      |

| Pos. | Fahrer             | Konstrukteur             | Punkte |
| ---- | ------------------ | ------------------------ | ------ |
| 18   | Pierluigi Martini  | Minardi-Ford             | 0      |
| 19   | Gregor Foitek      | Onyx-Ford / Brabham-Judd | 0      |
| 20   | Maurício Gugelmin  | Leyton House-Judd        | 0      |
| 21   | Philippe Alliot    | Ligier-Ford              | 0      |
| 22   | Nicola Larini      | Ligier-Ford              | 0      |
| 23   | Michele Alboreto   | Arrows-Ford              | 0      |
| 24   | Emanuele Pirro     | Dallara-Ford             | 0      |
| 25   | Paolo Barilla      | Minardi-Ford             | 0      |
| 26   | JJ Lehto           | Onyx-Ford                | 0      |
| 27   | Bernd Schneider    | Arrows-Ford              | 0      |
| 28   | Andrea de Cesaris  | Dallara-Ford             | 0      |
| 29   | Roberto Moreno     | EuroBrun-Judd            | 0      |
| 30   | Olivier Grouillard | Osella-Ford              | 0      |
| 31   | Gabriele Tarquini  | AGS-Ford                 | 0      |
| 32   | Gianni Morbidelli  | Dallara-Ford             | 0      |
| 33   | David Brabham      | Brabham-Judd             | 0      |
| 34   | Yannick Dalmas     | AGS-Ford                 | 0      |

### Konstrukteurswertung
| Pos. | Konstrukteur      | Punkte |
| ---- | ----------------- | ------ |
| 01   | McLaren-Honda     | 83     |
| 02   | Ferrari           | 57     |
| 03   | Williams-Renault  | 42     |
| 04   | Benetton-Ford     | 35     |
| 05   | Tyrrell-Ford      | 14     |
| 06   | Leyton House-Judd | 6      |
| 07   | Lola-Lamborghini  | 6      |
| 08   | Lotus-Lamborghini | 3      |
| 09   | Arrows-Ford       | 2      |

| Pos. | Konstrukteur  | Punkte |
| ---- | ------------- | ------ |
| 10   | Brabham-Judd  | 2      |
| 11   | Minardi-Ford  | 0      |
| 12   | Onyx-Ford     | 0      |
| 13   | Ligier-Ford   | 0      |
| 14   | EuroBrun-Judd | 0      |
| 15   | Osella-Ford   | 0      |
| 16   | Dallara-Ford  | 0      |
| –    | AGS-Ford      | 0      |